# ジェイ・ヘルナンデス
ジェイ・ヘルナンデス（Jay Hernandez、1978年2月20日 - ）は、メキシコ系アメリカ人の俳優。

## 経歴
1978年2月20日、カリフォルニア州モンテベロに生まれる。2001年、ジョン・ストックウェル監督の恋愛映画『クレイジー/ビューティフル』にてキルステン・ダンストと共演する。2005年、イーライ・ロス監督のホラー映画『ホステル』で主演を務める。2010年、ジョン・ラッセンホップ監督のアクション映画『テイカーズ』に出演する。

## フィルモグラフィー

### 映画
- クレイジー/ビューティフル Crazy/Beautiful （2001年）
- ロードキラー Joy Ride （2001年）
- オールド・ルーキー The Rookie （2002年）
- トルク Torque （2004年）
- 炎のメモリアル Ladder 49 （2004年）
- プライド 栄光への絆 Friday Night Lights （2004年）
- ホステル Hostel （2005年）
- カリートの道 暗黒街の抗争 Carlito's Way: Rise to Power （2005年）
- レッド・ウォリアー Nomad （2005年）
- ワールド・トレード・センター World Trade Center （2006年）
- LIVE! ライブ Live! （2007年）
- ホステル2 Hostel: Part ll （2007年）
- レイクビュー・テラス 危険な隣人 Lakeview Terrace （2008年）
- REC:レック/ザ・クアランティン Quarantine （2008年）
- テイカーズ Takers （2010年）
- バッド・ママ Bad Moms （2016年）
- スーサイド・スクワッド Suicide Squad （2016年）
- バッド・ママのクリスマス A Bad Moms Christmas （2017年）
- ブライト Bright （2017年）
- トイ・ストーリー4 Toy Story 4 （2019年）

### テレビ
- ラスト・リゾート 孤高の戦艦 Last Resort （2012年）
- ナッシュビル Nashville （2013年）
- ギャング・イン・LA Gang Related （2014年）
- エクスパンス -巨獣めざめる- The Expanse （2015-2016年）
- 私立探偵マグナム Magnum p.i. （2018年-2024年）